# We Too Are One
We Too Are One es el octavo álbum de estudio del dúo británico Eurythmics, publicado el 11 de septiembre de 1989. Sería el último trabajo discográfico en estudio del dúo hasta Peace, de 1999.

## Lista de canciones
| N.º | Título                                                           | Duración |  |
| 1.  | «We Two Are One»                                                 | 4:32     |  |
| 2.  | «The King and Queen of America»                                  | 4:31     |  |
| 3.  | «(My My) Baby's Gonna Cry»                                       | 4:54     |  |
| 4.  | «Don't Ask Me Why»                                               | 4:21     |  |
| 5.  | «Angel»                                                          | 5:10     |  |
| 6.  | «Revival» (Lennox, Stewart, Charlie Wilson, Patrick Seymour)     | 4:06     |  |
| 7.  | «You Hurt Me (And I Hate You)» (Lennox, Stewart, Chucho Merchan) | 4:23     |  |
| 8.  | «Sylvia»                                                         | 4:44     |  |
| 9.  | «How Long?»                                                      | 4:41     |  |
| 10. | «When the Day Goes Down»                                         | 5:57     |  |

## Créditos
- Annie Lennox – voz
- Dave Stewart – guitarra, voz